# 史蒂芬·伯斯
史蒂芬·劳雷尔·“推奇”·伯斯（英語：Stephen Laurel "tWitch" Boss，1982年9月29日—2022年12月13日），美国即兴舞者、舞蹈教练、演员、电视制片人及电视名人，曾于2008年在节目《舞林争霸》的舞蹈比赛中获得第二名。他是电视节目《艾倫·狄珍妮秀》的联合执行制片人，于2014年至2022年5月间担任该节目的嘉宾主持，此外他也是《艾伦秀之终极游戏王》中狄珍妮的搭档。2018年至2020年间，伯斯与妻子艾莉森·霍克共同在Freeform频道和Disney+频道担任《迪士尼童话婚礼》主持人。

## 早年生活
伯斯于1982年9月29日出生于于亚拉巴马州蒙哥马利，父母分别为康尼·伯斯·亚力山大及斯坦福·罗斯。伯斯在2000年从珀西·朱利安博士高中毕业后，先后就读于沃德利南方联合州立社区学院（学习舞蹈表演）及查普曼大学。

## 职业生涯
2003年，伯斯在MTV的选秀节目《The Wade Robson Project》中打入半决赛，同年又在才艺竞赛节目《Star Search》中获得亚军。
伯斯曾为韩国歌手崔东昱担任舞蹈教练，亦帮助过其他YG娛樂旗下艺人进行舞蹈训练，其中包括BIGBANG。2007年，伯斯出演喜剧《冰刀雙人組》，但演员名单没有标出他的名字，而是将他称为“华丽的舞者”（flamboyant dancerIn）。同年，他在电影《发胶明星梦》中扮演了一位供职于梅贝尔商店（Maybelle's Store）的舞者。
在参加过《舞林争霸》第四季竞赛之后，伯斯与另一名参赛选手凯蒂·希恩前往南部县古典芭蕾舞团（South County Classical Ballet）担任舞蹈教师。2013年4月30日， 伯斯与妻子共同参加《Dancing with the Stars》节目，并以琳西·特莉的《Crystallize》为伴奏表演了一系列舞蹈动作。
2014年4月1日起，伯斯开始以客座DJ的身份参加《艾倫·狄珍妮秀》，同年10月，伯斯宣布正式加盟《魔力麦克 XXL》。2020年8月17日，伯斯成为艾倫·狄珍妮日间脱口秀的共同执行制片人。2010年，伯斯先后出演了电影《Perfectus》和《Ushers》，其中在《Ushers》中扮演主角。除此之外，伯斯还是舞蹈巡演团Breed OCLA及Chill Factor Crew的成员。

### 《舞林争霸》
2007年，伯斯首次参加《舞林争霸》节目面试，其后得以参加第三季选秀，但未能进入前20。2008年，他再次参与第四季面试，在该季中，伯斯打入了前20，并最终与嘻哈舞伴约书亚·艾伦并列亚军，此外还与凯蒂·希恩一起表演了一段当代舞蹈，该段舞蹈的指挥米娅·迈克尔斯后来获第61届黄金时段艾美奖最佳舞蹈指导提名。在2009年的第五季中，伯斯再次携手凯蒂·希恩，表演了他们的艾美奖提名作品《Mercy》（也是由米娅·迈克尔斯指挥）。
伯斯分别在《舞林争霸》舞林争霸第七季、第八季和第九季获得全明星称号，而在第七季的终场环节，艾倫·狄珍妮重演了由伯斯与亚历克斯·王所表演的嘻哈舞蹈《KOutta Your Mind》。
2015年和2022年，伯斯分别在第十二季与第十七季节目中担任街舞队队长及裁判员。
2022年，印有伯斯与艾莉森·霍克的运动休闲风服装系列“DSG x tWitch + Allison Collection”正式开始发售，由迪克体育用品进行售卖。

### 《迪士尼童话婚礼》
《迪士尼童话婚礼》是一部纪录片形式的电视剧，主要在Freeform及Disney+等流媒体频道上播放。节目以幕后形式呈现，主要在各个被定为夫妻约会地点及婚礼举办地点的迪士尼相关场所拍摄，这些场所包括华特迪士尼世界度假区、加州迪士尼主题乐园、迪士尼邮轮及夏威夷的奥拉尼迪斯尼度假酒店。2017年10月17日，Freeform频道宣布将于2018年夏天推出一个总共七集的系列节目，由伯斯和艾莉森·霍克主持。2017年12月11日，Freeform又加进了一档时长一小时的特别节目。2020年2月14日，该节目的第二季于Disney+首映。

## 个人生活

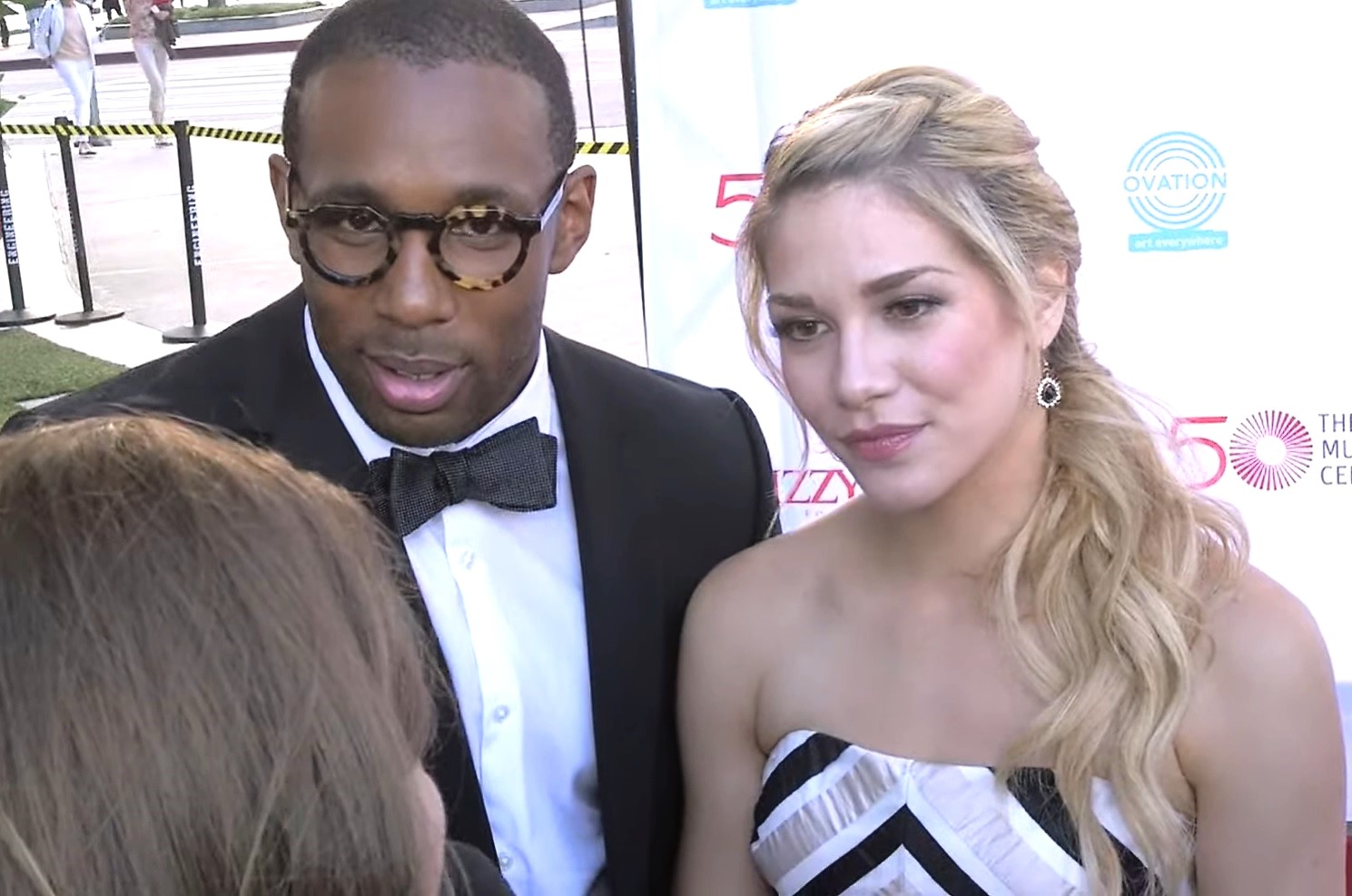
伯斯与艾莉森·霍克，摄于2014年

2013年12月10日，伯斯在《舞林争霸》评委奈杰尔·利思戈位于加州帕索罗布尔斯的葡萄园（同时也是葡萄酒厂）迎娶艾莉森·霍克，并收养了她之前所生的女儿。婚后，霍克分别在2016年3月和2019年11月为伯斯生下了一个儿子和一个女儿。

## 逝世
2022年12月13日，伯斯被发现死于洛杉矶恩斯诺的家中，警方认定他是开枪自杀。2023年，伯斯的遗体被葬在位于加州格伦代尔的林茵纪念公园。

## 净资产及收入
据估计，截至去世之前，伯斯的净资产约为500万美元。
在《艾倫·狄珍妮秀》的前两季中，伯斯每季的片酬为50万美元，成为执行制片人后，他每季的收入被提升至100万美元。

## 影视作品

### 电影
| 年份 | 名称         | 角色             | 备注          | Ref.        |
| ---- | ------------ | ---------------- | ------------- | ----------- |
| 2007 | 冰刀双人组   | 华丽的舞者       | 未列入演员表  | [ 5 ] [ 6 ] |
| 2007 | 发胶明星梦   | 商店舞者         |               | [ 5 ] [ 6 ] |
| 2010 | 街舞少年2    | Taz              |               | [ 37 ]      |
| 2010 | 舞力全开3D   | Jason Hardlerson |               | [ 37 ]      |
| 2012 | 舞力全開4 3D | Jason Hardlerson |               | [ 37 ]      |
| 2014 | 舞力全開5 3D | Jason Hardlerson |               | [ 37 ]      |
| 2015 | 魔力麦克 XXL | 马利克           |               | [ 37 ]      |
| 2022 | 嘻哈胡桃夹子 | 父亲             | 于Disney+上映 | [ 37 ]      |

### 电视
| 年份      | 名称                                     | 角色           | 备注                     | Ref.   |
| --------- | ---------------------------------------- | -------------- | ------------------------ | ------ |
| 2008      | 舞林争霸第四季                           | 亚军           |                          | [ 6 ]  |
| 2010      | 识骨寻踪                                 | 拉塞尔·伦纳德  |                          | [ 37 ] |
| 2011      | 舞林争霸第七季                           | 全明星         |                          | [ 6 ]  |
| 2011      | 触摸未来                                 | 驯兽师         |                          | [ 38 ] |
| 2012      | 舞林争霸第八季                           | 全明星         |                          | [ 6 ]  |
| 2012      | 美女上错身                               | 比利·唐纳森    | 出场于电视剧版第六季第二 | [ 37 ] |
| 2013      | 舞林争霸第九季                           | 全明星         |                          | [ 6 ]  |
| 2013      | 与星共舞第16季                           |                |                          | [ 37 ] |
| 2014–2022 | 艾倫·狄珍妮秀                            | Show DJ/Host   |                          | [ 37 ] |
| 2015      | Bound & Babysitting                      | 伊桑           | 电视电影                 | [ 37 ] |
| 2015      | 舞林争霸第12季                           | 街舞队队长     |                          | [ 6 ]  |
| 2017–2021 | 艾伦秀之终极游戏王                       | 比赛结果宣告者 |                          | [ 37 ] |
| 2017–2020 | 迪士尼童话婚礼                           |                |                          | [ 37 ] |
| 2018      | 摩登家庭                                 |                | 出场于《Wine Weekend》   | [ 37 ] |
| 2018      | 美味新关系                               | 自己           |                          | [ 39 ] |
| 2018      | 舞林争霸第15季                           | 裁判           |                          | [ 37 ] |
| 2021      | Clash of the Cover Bands                 | 主持人         |                          | [ 37 ] |
| 2022      | The Real Dirty Dancing                   | 主持人         |                          | [ 37 ] |
| 2022      | 舞林争霸第17季                           | 裁判           |                          | [ 37 ] |
| 2022      | Play-Doh Squished （页面存档备份，存于） | 裁判           | 出场于《Space》          |        |

### 网剧
| 年份 | 名称           | 角色             | 备注                | Ref.   |
| ---- | -------------- | ---------------- | ------------------- | ------ |
| 2010 | 非凡舞团       | 训练员           | 出场于第二季第一集  | [ 40 ] |
| 2010 | 非凡舞团       | Teacher, Student | Season 2, Episode 2 | [ 40 ] |
| 2011 | 非凡舞团第二季 | E博士            |                     | [ 41 ] |
| 2016 | 爱             | 杜比             | 于第六集出场        | [ 42 ] |

## 奖项
- 2003年《Star Search》亚军[43]
- 2003年MTV《The Wade Robson Project》第三名[44]
- 2008年《舞林争霸》第四季亚军[17]